# PFK Beroe
O Beroe Stara Zagora (em búlgaro: ПФК Берое Стара Загора) é um clube búlgaro com sede na cidade de Stara Zagora.

## Títulos
- Grupo A: 1985–86
- Copa da Bulgária: 2009–10, 2012–13
- Supercopa da Bulgária: 2013
- Grupo B: 1953, 1956, 1957, 1959–60, 1970–71, 1974–75, 1982–83, 2003–04, 2008–09
- Copa dos Bálcãs: 1967–68, 1969, 1981–83, 1983–84

## Clubes afiliados
- Blackburn Rovers (2013–atualmente)[2]
- Olhanense (2013–atualmente)[2]